# 巴涅尔德吕雄
巴涅尔德吕雄（法語：Bagnères-de-Luchon，法語發音：[baɲɛʁ də lyʃɔ̃]），法国西南部城市，奥克西塔尼大区上加龙省的一个市镇，隶属于圣戈当区，其市镇面积为52.8平方公里，2022年1月1日时人口数量为2,081人，在法国城市中排名第4,927位。
巴涅尔德吕雄位于上加龙省西南部，比利牛斯山腹地，其市镇东侧和南侧与西班牙接壤。巴涅尔德吕雄是一个区域性的中心城市，因当地的温泉及疗养院而闻名，被称为“比利牛斯皇后”。

## 地名来源
“Bagnères”一名出自加斯科涅语单词“banhera”，意为浴场，其对应的拉丁语和现代法语单词分别为“balnearia”和“bain”。“Luchon”一名的来源则存在争议，根据法国语言学家米歇尔·莫尔旺的论述，“吕雄”出自拉丁语“Ilixo”，意为“神的源泉”。
在一些场合，单独的“Luchon”即可指代该市镇。此外，因翻译标准不同，“Bagnères-de-Luchon”在部分汉语资料中被译为含有连字号的巴涅尔-德吕雄。
巴涅尔德吕雄所处区域历史上曾通行奥克语，“Bagnères-de-Luchon”对应的奥克语拼写为“Banhèras de Luishon”。

## 历史

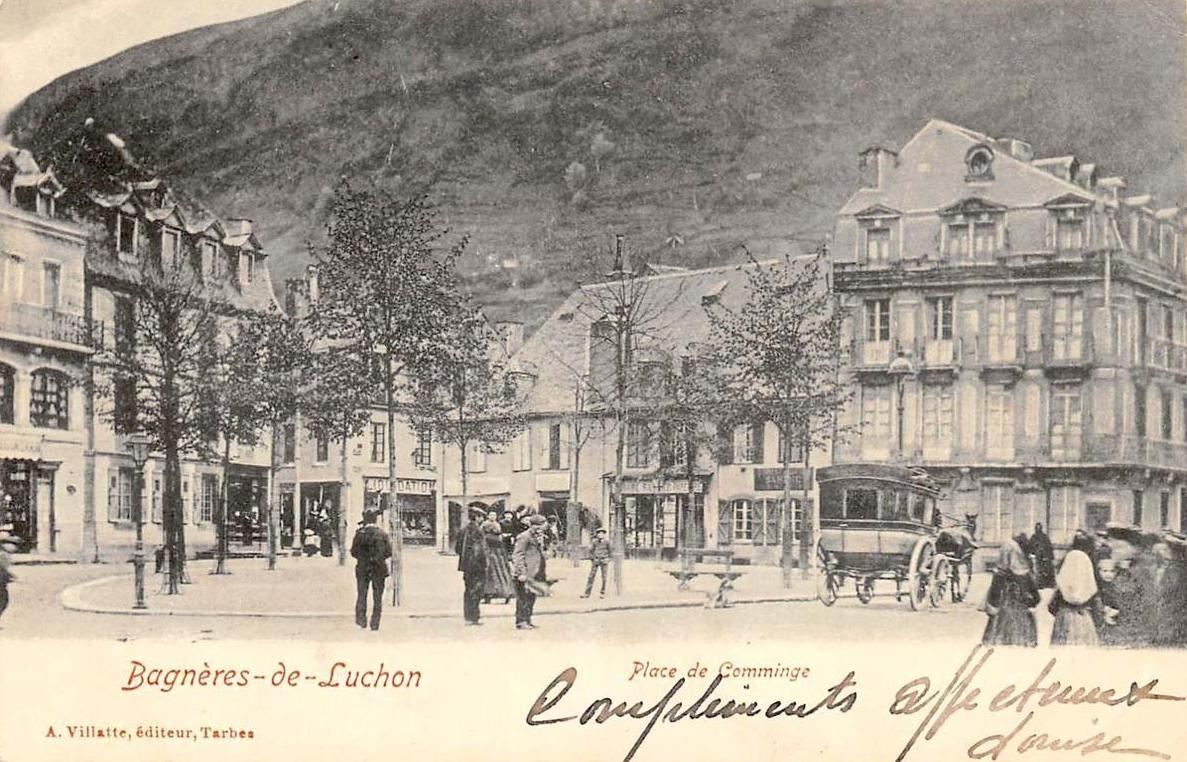
20世纪初的巴涅尔德吕雄镇中心

巴涅尔德吕雄在古罗马时期就已出现人类活动，古罗马人在此探明温泉。中世纪初，因外敌入侵，巴涅尔德吕雄居民数量锐减，当地的温泉被荒废。中世纪时，巴涅尔德吕雄所处区域长期为图卢兹伯国的一部分。直至18世纪时，巴涅尔德吕雄的温泉才得以重新开发利用。法国大革命后，巴涅尔德吕雄成为上加龙省的一个市镇。1804年，巴涅尔德吕雄境内建成了里夏尔浴场（Bain de Richard），这是当地首个温泉疗养院。1873年，蒙雷若-古尔当-波利尼昂—吕雄铁路建成通车。自19世纪末以来，得益于温泉开发，巴涅尔德吕雄的旅游业方兴未艾，当地一度被称为“比利牛斯皇后”（reine des Pyrénées）。巴涅尔德吕雄的城市亦得到发展扩张，当地人口数量逐年增加。连接巴涅尔德吕雄的铁路于2014年关闭，后经民间及当地政府请求，奥克西塔尼大区政府宣布将于2024年重新启用该铁路。

## 地理

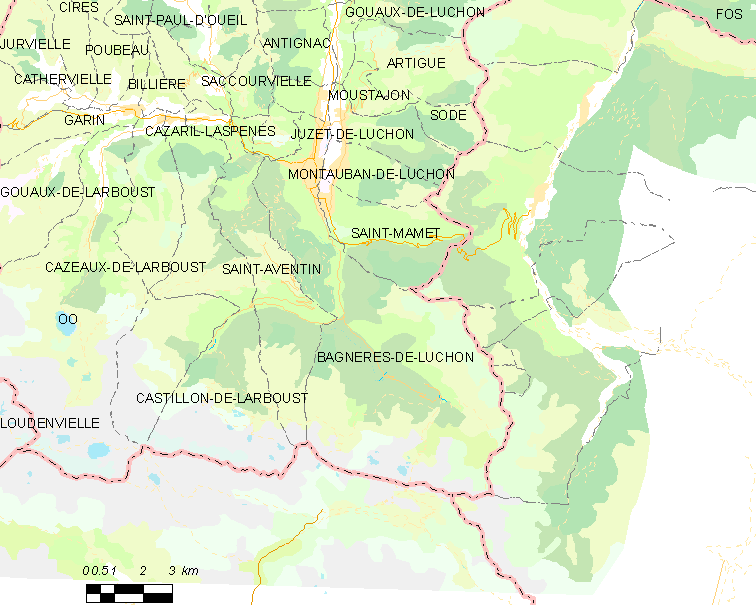
巴涅尔德吕雄市镇范围地图

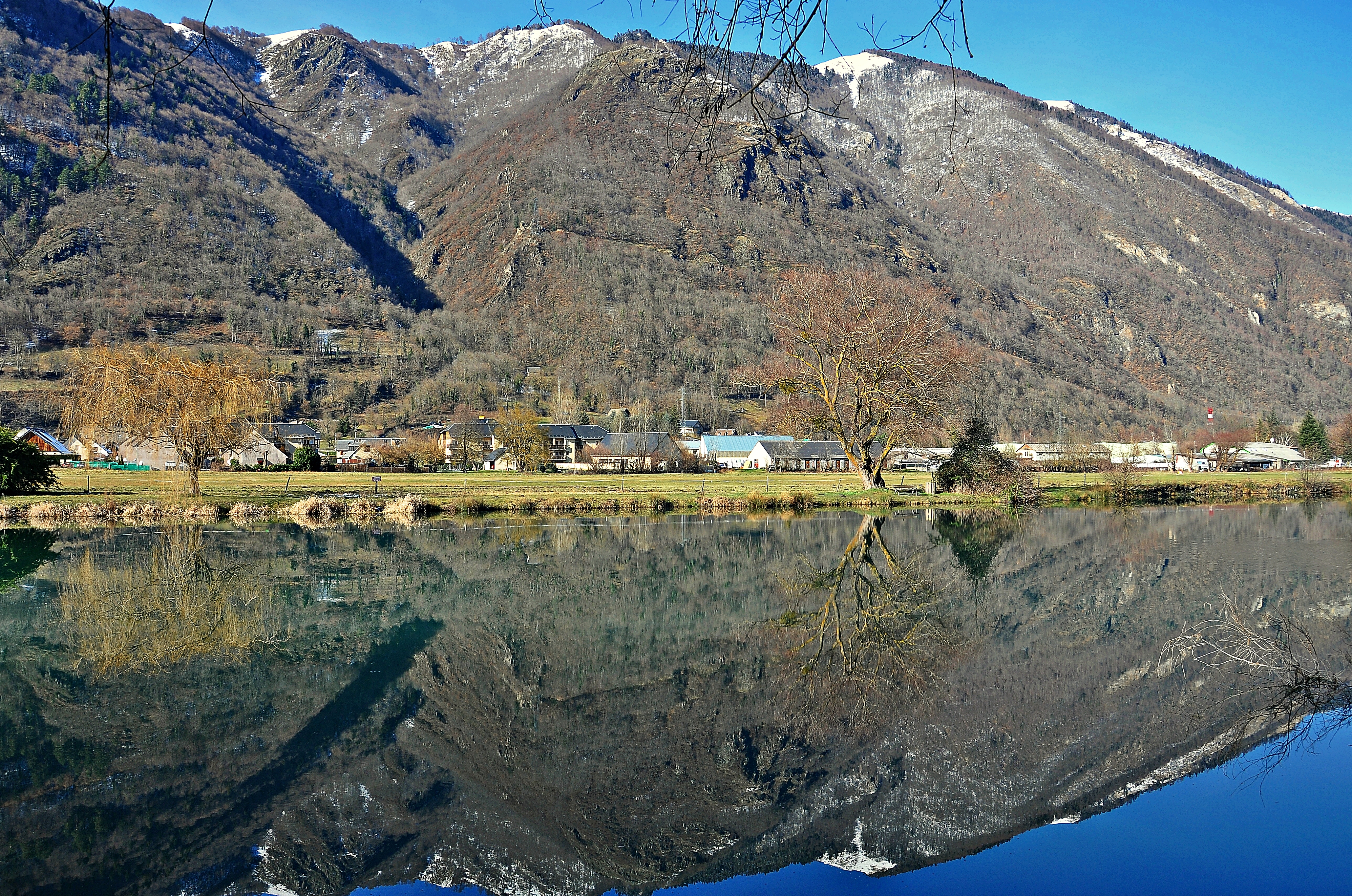
巴代什湖

巴涅尔德吕雄位于法国西南部，奥克西塔尼大区西南部和上加龙省西南部，其附近区域被称为“吕绍奈”，是科曼日地区的组成部分，距离省会图卢兹大约143公里。
与巴涅尔德吕雄接壤的法国市镇包括：卡扎里伊-拉斯佩讷、穆斯塔容、瑞泽德吕雄、蒙托邦德吕雄、圣阿旺坦和圣马梅，此外巴涅尔德吕雄还与西班牙的阿雷斯、拉斯博尔达斯、博索斯特、别利亚-梅迪奥阿兰和比拉莫斯接壤。

### 地形
巴涅尔德吕雄位于比利牛斯山北麓的阿兰山谷内，其境内以山地和丘陵为主，市镇中心位于一处地势较为平坦的山间盆地内，全境海拔在611到2,737米之间。

### 水文
巴涅尔德吕雄加龙河流域范围内，皮克河自南向北流经镇中心东侧，其左岸支流奥讷河在镇中心北侧与之交汇。巴涅尔德吕雄境内有多处湖泊，其中巴代什湖（Lac de Badech）位于市区北部，皮克河左岸；蒙塔涅特湖、韦尔湖及布勒湖位于市镇范围西南部，韦纳斯克湖泊群则位于市镇最南端，后者是一处由数十个湖泊组成的高山湖泊群。

### 植被
巴涅尔德吕雄属于针叶林区，部分低海拔河谷地带则有温带阔叶混交林分布，林地广泛分布于河流附近及山地地区，镇中心的赌场公园（Parc du Casino）及梅花公园（Parc des Quinconces）是当地主要的城市绿地。
在鲜花城市的评比中，巴涅尔德吕雄被评为3星级鲜花城市。

### 气候
巴涅尔德吕雄在柯本气候分类法中属于山地气候（H），部分低海拔地区带有温带大陆气候特征。
巴涅尔德吕雄境内设有气象站，以下为该气象站的数据（其中日照数据取自圣日龙气象站）：
| 巴涅尔德吕雄 1981年－2010年 | 巴涅尔德吕雄 1981年－2010年 | 巴涅尔德吕雄 1981年－2010年 | 巴涅尔德吕雄 1981年－2010年 | 巴涅尔德吕雄 1981年－2010年 | 巴涅尔德吕雄 1981年－2010年 | 巴涅尔德吕雄 1981年－2010年 | 巴涅尔德吕雄 1981年－2010年 | 巴涅尔德吕雄 1981年－2010年 | 巴涅尔德吕雄 1981年－2010年 | 巴涅尔德吕雄 1981年－2010年 | 巴涅尔德吕雄 1981年－2010年 | 巴涅尔德吕雄 1981年－2010年 | 巴涅尔德吕雄 1981年－2010年 |
| 月份                        | 1月                         | 2月                         | 3月                         | 4月                         | 5月                         | 6月                         | 7月                         | 8月                         | 9月                         | 10月                        | 11月                        | 12月                        | 全年                        |
| --------------------------- | --------------------------- | --------------------------- | --------------------------- | --------------------------- | --------------------------- | --------------------------- | --------------------------- | --------------------------- | --------------------------- | --------------------------- | --------------------------- | --------------------------- | --------------------------- |
| 历史最高温 °C（°F）         | 24 (75)                     | 26 (79)                     | 27 (81)                     | 30 (86)                     | 33 (91)                     | 38 (100)                    | 39.5 (103.1)                | 39 (102)                    | 35.5 (95.9)                 | 31 (88)                     | 28 (82)                     | 23.5 (74.3)                 | 39.5 (103.1)                |
| 平均高温 °C（°F）           | 10.8 (51.4)                 | 12.4 (54.3)                 | 15 (59)                     | 16.1 (61.0)                 | 19.7 (67.5)                 | 22.4 (72.3)                 | 25.5 (77.9)                 | 25.4 (77.7)                 | 22.5 (72.5)                 | 18.7 (65.7)                 | 13.8 (56.8)                 | 11 (52)                     | 17.8 (64.0)                 |
| 日均气温 °C（°F）           | 4.4 (39.9)                  | 5.7 (42.3)                  | 8.2 (46.8)                  | 9.6 (49.3)                  | 13.2 (55.8)                 | 16.4 (61.5)                 | 19 (66)                     | 18.9 (66.0)                 | 15.7 (60.3)                 | 12 (54)                     | 7.5 (45.5)                  | 4.9 (40.8)                  | 11.3 (52.3)                 |
| 平均低温 °C（°F）           | −1.9 (28.6)                 | −1 (30)                     | 1.4 (34.5)                  | 3.2 (37.8)                  | 6.7 (44.1)                  | 10.4 (50.7)                 | 12.4 (54.3)                 | 12.4 (54.3)                 | 8.9 (48.0)                  | 5.2 (41.4)                  | 1.1 (34.0)                  | −1.2 (29.8)                 | 4.8 (40.6)                  |
| 历史最低温 °C（°F）         | −18.5 (−1.3)                | −20 (−4)                    | −11.2 (11.8)                | −5.5 (22.1)                 | −3 (27)                     | 0.1 (32.2)                  | 2.5 (36.5)                  | 4 (39)                      | −1 (30)                     | −4 (25)                     | −14 (7)                     | −14 (7)                     | −20 (−4)                    |
| 平均降水量 mm（）           | 92.3 (3.63)                 | 61.4 (2.42)                 | 73 (2.9)                    | 92.1 (3.63)                 | 93.4 (3.68)                 | 75 (3.0)                    | 58.5 (2.30)                 | 63.9 (2.52)                 | 65.9 (2.59)                 | 73.5 (2.89)                 | 87.1 (3.43)                 | 81.5 (3.21)                 | 917.6 (36.13)               |
| 月均日照時數                | 119.3                       | 130.5                       | 169.2                       | 168.7                       | 179.4                       | 189.3                       | 204.6                       | 207.2                       | 190.1                       | 152.4                       | 117.2                       | 108.7                       | 1,936.6                     |
| 来源：infoclimat.fr         |                             |                             |                             |                             |                             |                             |                             |                             |                             |                             |                             |                             |                             |

## 行政区划
巴涅尔德吕雄的市镇编号为31042，邮政编号为31110。
在行政管理方面，巴涅尔德吕雄隶属于法国奥克西塔尼大区上加龙省圣戈当区；在地方选举方面，巴涅尔德吕雄是巴涅尔德吕雄县的中央投票站所在地，其市镇范围全境被划入上加龙省第八选区；在社会管理方面，巴涅尔德吕雄是上加龙比利牛斯市镇公共社区的组成部分。
截至2023年8月，巴涅尔德吕雄市镇范围内暂无任何城市敏感街区及城市政策优先街区。
法国国家统计与经济研究所（简称）在进行数据统计时，将巴涅尔德吕雄及相邻的另外5个市镇设为巴涅尔德吕雄城市核心区，并将包括核心区在内的周边共31个市镇划为巴涅尔德吕雄城市区。自2020年起，巴涅尔德吕雄城市区被包含44个市镇的巴涅尔德吕雄城市辐射区代替。此外，还将巴涅尔德吕雄市镇整体看作一个“块区”（IRIS），以便于统计人口分布情况。

## 交通

### 公路
上加龙省省道D46线、D125线、D618线和D618A线在巴涅尔德吕雄境内交汇。奥克西塔尼大区下属的城际客运提供巴士线路，可前往蒙雷若-古尔当-波利尼昂站。
|  | 35 |

| 图卢兹 | 145 |

| 圣戈当 | 48 |

| 阿罗 | 33 |

2019年，17.0%的巴涅尔德吕雄家庭拥有至少一辆私人汽车。2019年，巴涅尔德吕雄境内共发生各类交通事故1起，造成2人受伤，其中1人重伤。

### 铁路

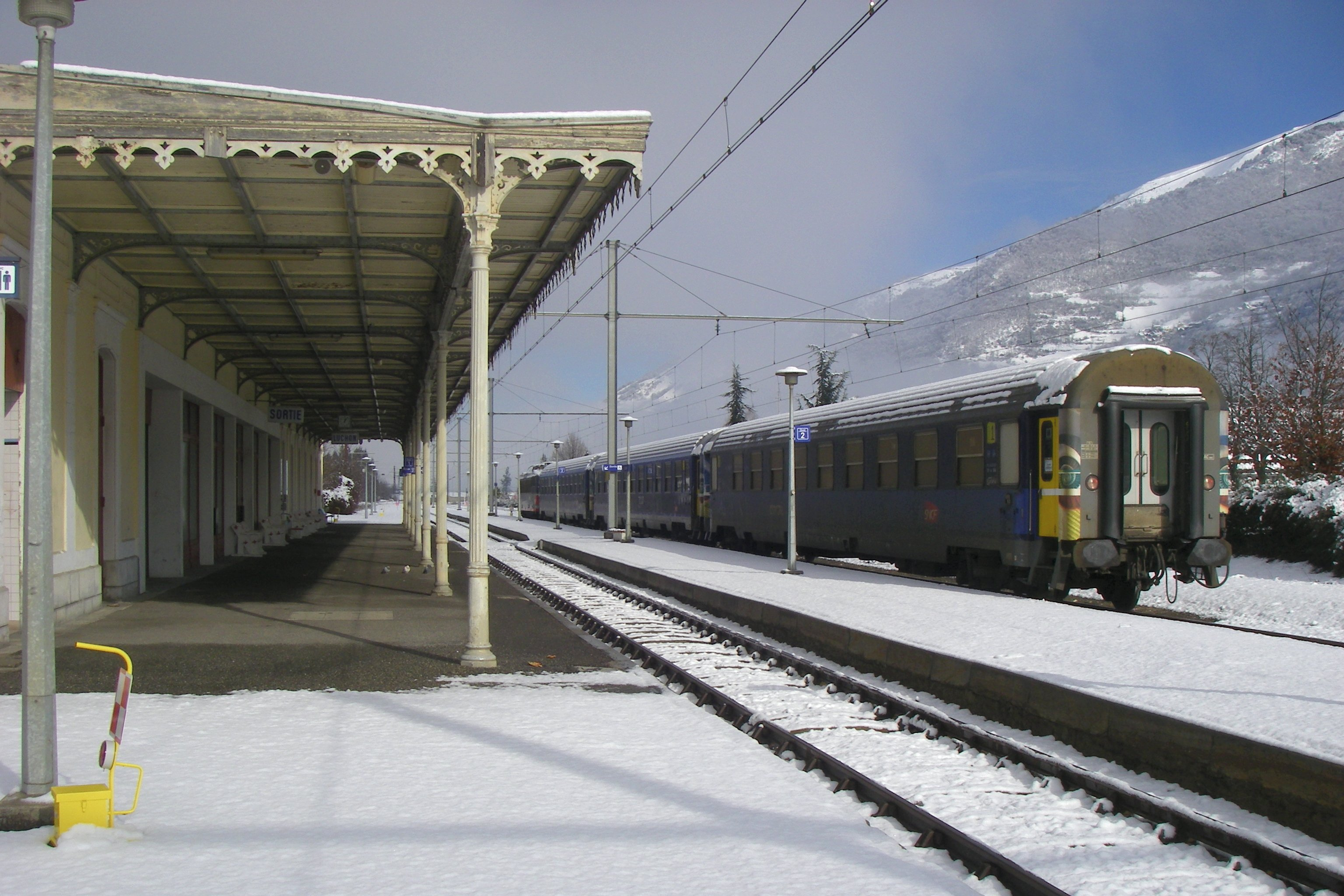
停运前的吕雄火车站

巴涅尔德吕雄位于蒙雷若-古尔当-波利尼昂—吕雄铁路终点。吕雄站位于市区北部，该站自2014年起关闭，预计2024年底重新启用，届时该站将开行直通图卢兹的区域列车。

### 航空
距离巴涅尔德吕雄最近的民用航空站为102公里外的塔布-卢尔德机场。

### 城市公共交通
巴涅尔德吕雄政府提供当地的冬季滑雪免费摆渡巴士，供前往滑雪的游客使用。

## 政治

### 市政内阁

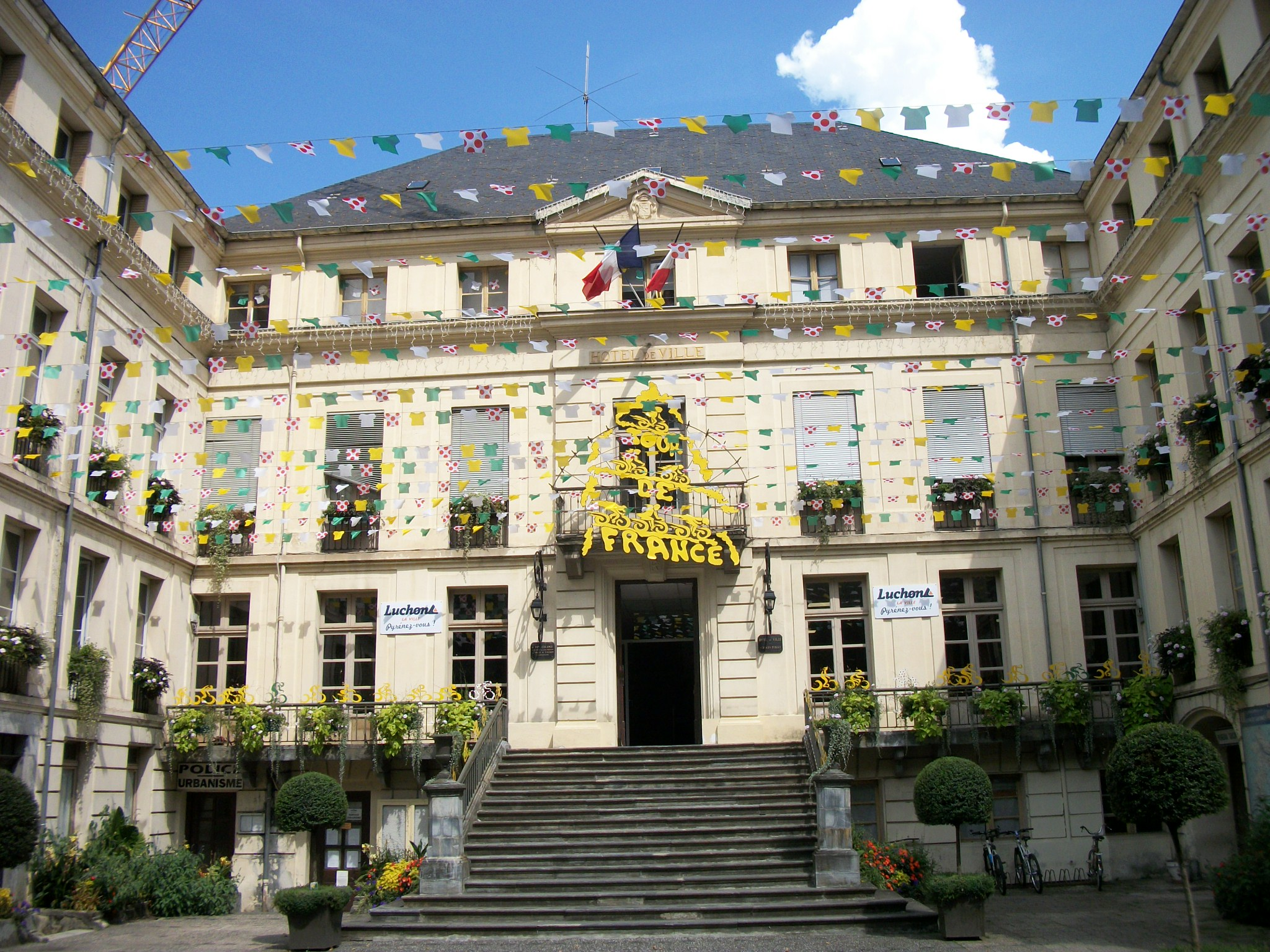
巴涅尔德吕雄市政厅

巴涅尔德吕雄的现任市长为埃里克·阿泽马尔先生（Eric AZÉMAR），他是一名无党派人士，在2020年的市政选举中获得了50.19%的支持率。
| 巴涅尔德吕雄历届市长 | 巴涅尔德吕雄历届市长                         | 巴涅尔德吕雄历届市长                         |
| 任期                 | 市长                                         | 党派                                         |
| -------------------- | -------------------------------------------- | -------------------------------------------- |
| 1944年－1945年       | Gabriel ROUY 加布里埃尔·鲁伊                 | RAD激进党                                    |
| 1945年－1947年       | Adrien BOCHET 阿德里安·博谢                  | PCF法国共产党                                |
| 1947年－1991年       | Alfred COSTE-FLORET 阿尔弗雷德·科斯特-弗洛雷 | MRP人民共和运动 →CD法国民主中心              |
| 1971年－1974年       | Albert CASTAIGNE 阿尔贝·卡斯泰涅             | MoDem民主运动                                |
| 1974年－1995年       | Jean PEYRAFITTE 让·佩拉菲特                  | PS社会党                                     |
| 1995年－2008年       | René RETTIG 勒内·勒蒂格                      | UDF法国民主联盟 →FD民主力量 →UMP人民运动联盟 |
| 2008年－2020年       | Louis FERRÉ 路易·费雷                        | PS社会党                                     |
| 2020年－             | Eric AZÉMAR 埃里克·阿泽马尔                  | 無黨籍                                       |

### 各级选举
| 巴涅尔德吕雄历届投票选举结果 | 巴涅尔德吕雄历届投票选举结果 | 巴涅尔德吕雄历届投票选举结果 | 巴涅尔德吕雄历届投票选举结果 | 巴涅尔德吕雄历届投票选举结果      | 巴涅尔德吕雄历届投票选举结果 | 巴涅尔德吕雄历届投票选举结果 | 巴涅尔德吕雄历届投票选举结果      | 巴涅尔德吕雄历届投票选举结果 | 巴涅尔德吕雄历届投票选举结果 |
| 选举项目                     | 选举范围                     | 选区单位                     | 选区单位内的选举结果         | 选区单位内的选举结果              | 选区单位内的选举结果         | 选区单位内的选举结果         | 选区单位内的选举结果              | 选区单位内的选举结果         | 参考资料                     |
| 选举项目                     | 选举范围                     | 选区单位                     | 第一轮胜出者                 | 第一轮胜出者                      | 支持率                       | 第二轮胜出者                 | 第二轮胜出者                      | 支持率                       | 参考资料                     |
| ---------------------------- | ---------------------------- | ---------------------------- | ---------------------------- | --------------------------------- | ---------------------------- | ---------------------------- | --------------------------------- | ---------------------------- | ---------------------------- |
| 2017年法國總統選舉           | 法國                         | 市镇                         |                              | 弗朗索瓦·菲永                     | 26.27%                       |                              | 埃马纽埃尔·马克龙                 | 71.14%                       | [ 27 ]                       |
| 2017年法国立法选举           | 上加龙省第八选区             | 市镇                         |                              | 米歇尔·蒙萨拉                     | 42.65%                       |                              | 米歇尔·蒙萨拉                     | 59.98%                       | [ 27 ]                       |
| 2019年欧洲议会选举           | 法國                         | 市镇                         |                              | 若尔当·巴尔代拉                   | 20.4%                        | （不适用）                   | （不适用）                        | （不适用）                   | [ 29 ]                       |
| 2021年法国省级选举           | 上加龙省                     | 县                           |                              | 罗斯利娜·阿尔蒂格 帕特里斯·里瓦尔 | 51.92%                       |                              | 罗斯利娜·阿尔蒂格 帕特里斯·里瓦尔 | 78.83%                       | [ 30 ]                       |
| 2021年法国省级选举           | 上加龙省                     | 市镇                         |                              | 罗斯利娜·阿尔蒂格 帕特里斯·里瓦尔 | 51.17%                       |                              | 罗斯利娜·阿尔蒂格 帕特里斯·里瓦尔 | 77.7%                        | [ 30 ]                       |
| 2021年法国大区选举           | 奧克西塔尼大區               | 市镇                         |                              | 卡萝尔·德尔加                     | 60.09%                       |                              | 卡萝尔·德尔加                     | 72.88%                       | [ 31 ]                       |
| 2022年法国总统选举           | 法國                         | 市镇                         |                              | 埃马纽埃尔·马克龙                 | 29.28%                       |                              | 埃马纽埃尔·马克龙                 | 59.3%                        | [ 27 ]                       |
| 2022年法国立法选举           | 上加龙省第八选区             | 市镇                         |                              | 若埃尔·阿维拉涅                   | 33.93%                       |                              | 若埃尔·阿维拉涅                   | 65.08%                       | [ 27 ]                       |

## 人口
2020年，巴涅尔德吕雄市镇人口数量为2,222，在法国排名第4,927位。其中男性1,044人，女性1,241人，75岁及以上人口占20.4%，外籍人口数量为107人，人口密度为42人/平方公里，当地居民被称为（男性）或（女性）。2020年，巴涅尔德吕雄境内出生8人，死亡人口46人。
| 巴涅尔德吕雄1901年－2020年人口变化情况 |
|                                        |
| 数据来源：Cassini、INSEE               |

## 经济

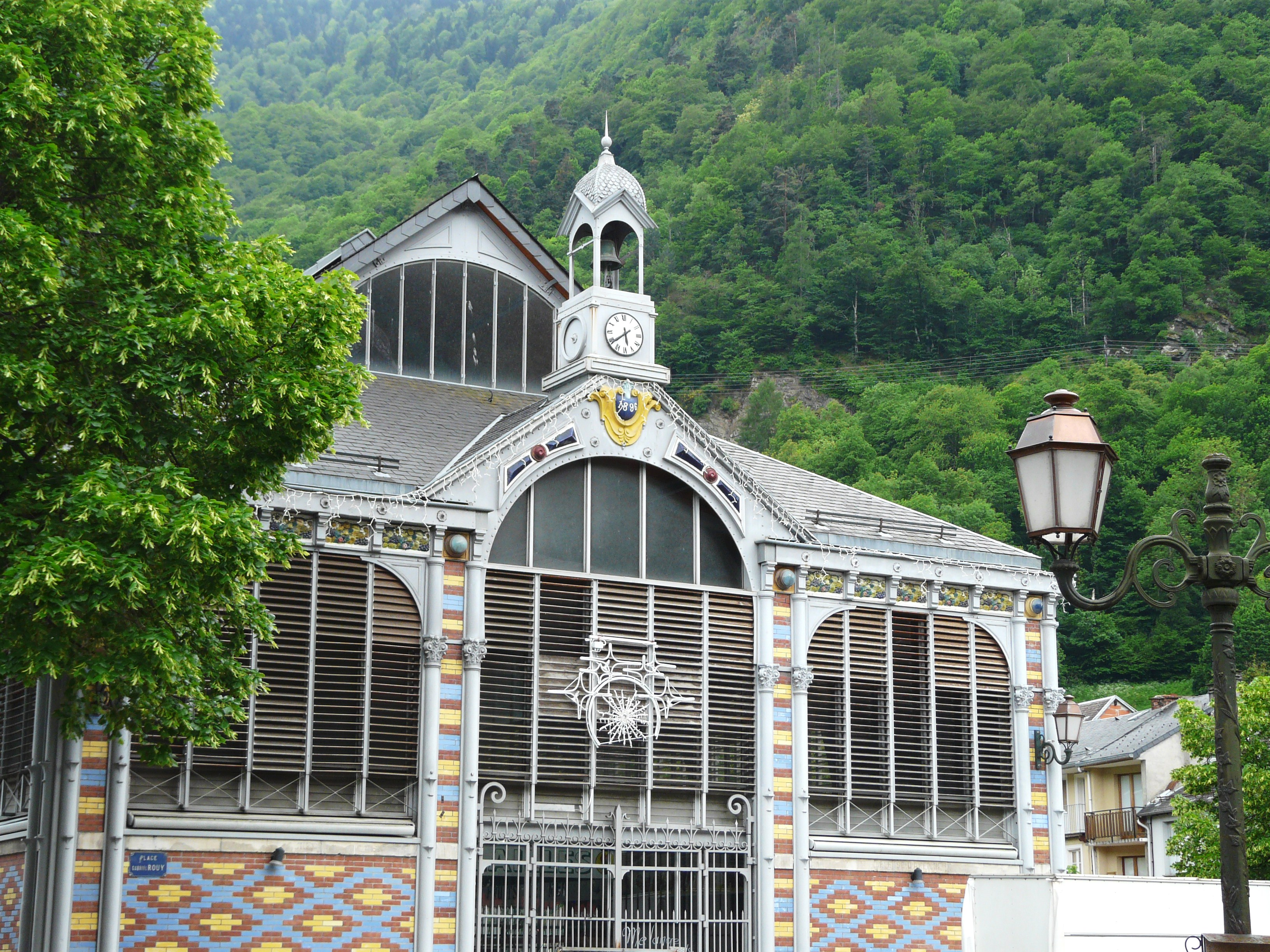
集市大堂

巴涅尔德吕雄是一个区域性的中心城市，以温泉和滑雪为重点项目的旅游业是当地的主要经济支柱。截至2023年8月，巴涅尔德吕雄市镇范围内共有各类用人单位（包含自雇）965家，平均历史为19年，其中99.63%为中小型企业（PME），2023年6月至8月间，当地的经济活力指数为-0.1%。（游客接待）、（五金销售）及（房屋租赁）是当地2021年营业额最高的三个企业，分别为1,136,254欧元、1,110,812欧元和1,056,026欧元。

## 财政与居民收入
2021年，巴涅尔德吕雄的财政收入总额为10,967,300欧元，财政支出总额为9,956,370欧元，当年的债务总额为5,937,580欧元。2021年，巴涅尔德吕雄市镇通过增值税获得156,990欧元的收入，此外当地还共获得了281,710欧元的国家直接财政补助。
2019年，巴涅尔德吕雄的人均月收入总额为1,816欧元，其中高级职员为3,193欧元，低于法国平均水平（4,230欧元）；中级职员为2,250欧元，低于法国平均水平（2,411欧元）；普通职员为1,604欧元，亦低于法国平均水平（1,740欧元）。
2019年，巴涅尔德吕雄境内的贫困率为17%，青壮年（15至64岁）失业率为12.5%；当地38.0%的家庭拥有纳税资格，平均纳税2,600欧元，低于法国平均水平（4,393欧元）。

## 社会事务

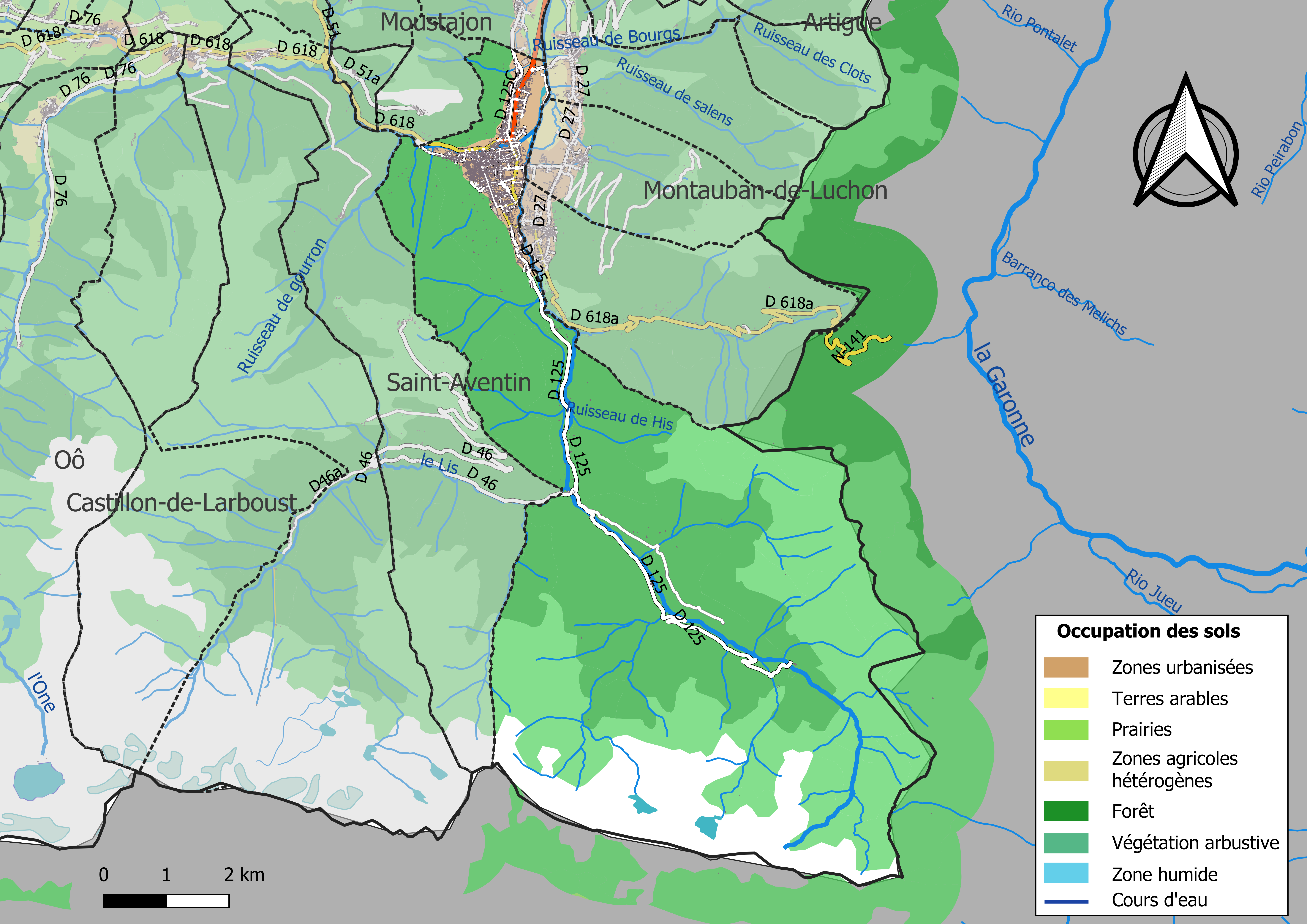
巴涅尔德吕雄土地利用情况地图

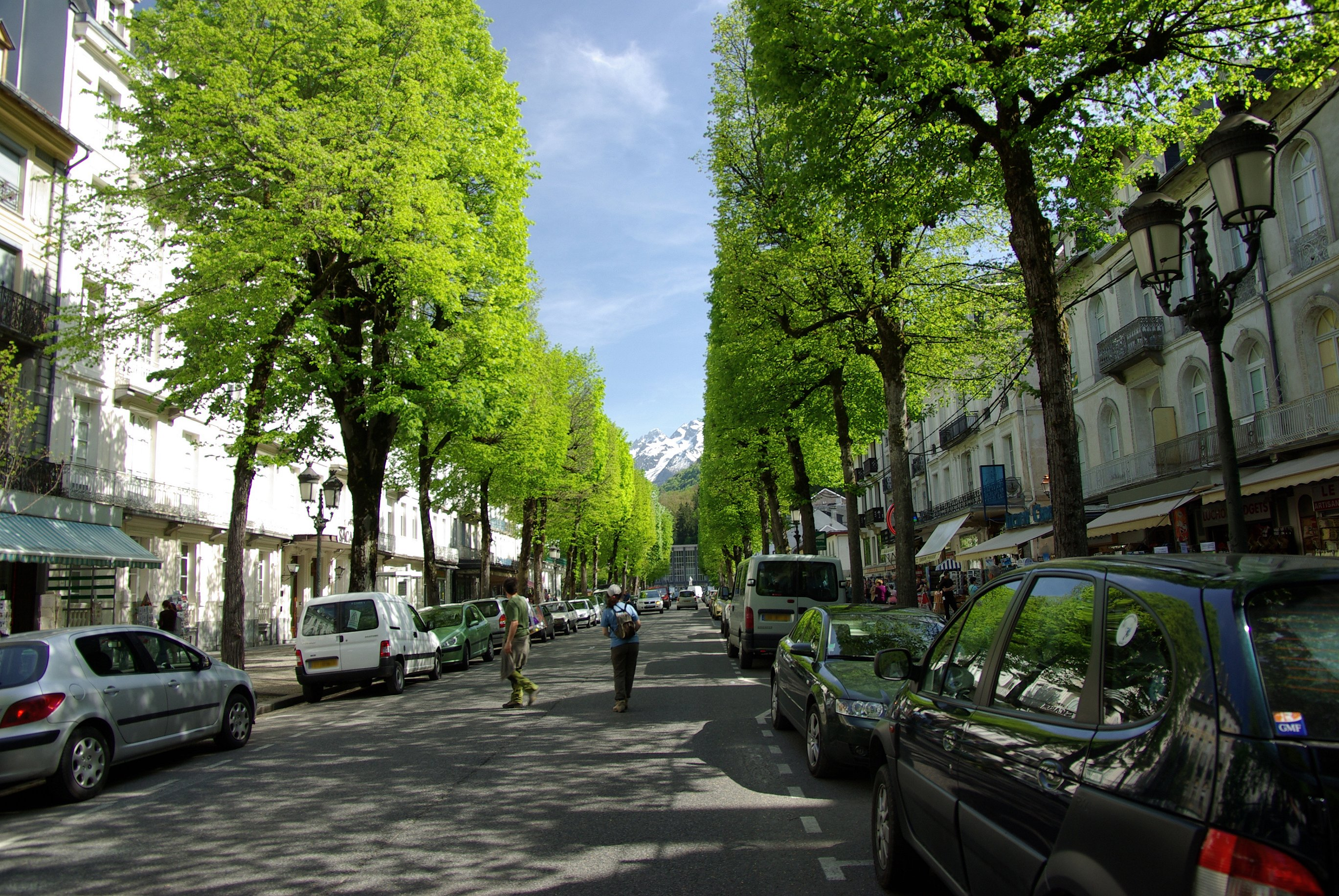
纵贯巴涅尔德吕雄镇中心的埃蒂尼街

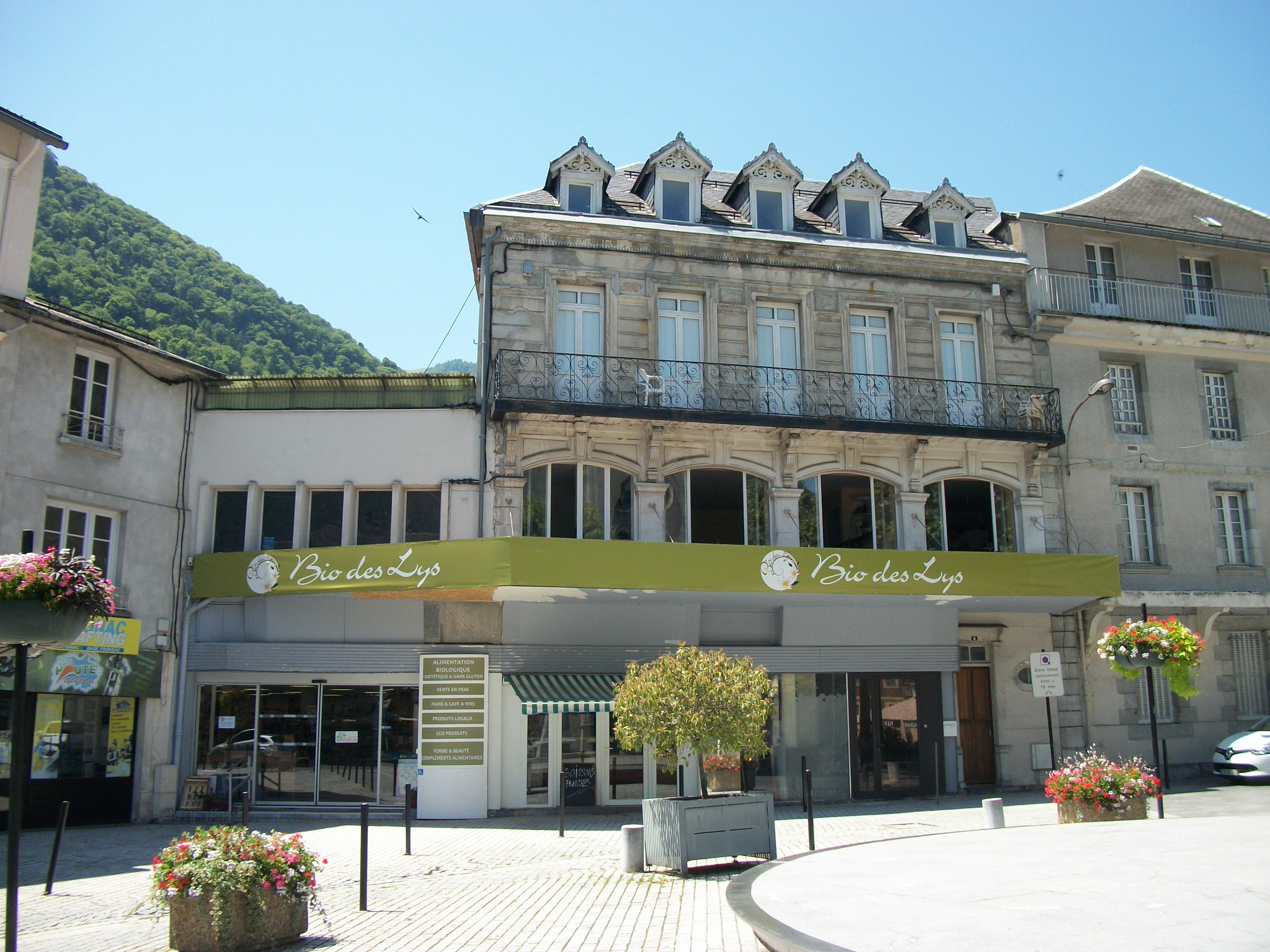
一处商场

### 教育
巴涅尔德吕雄属于图卢兹学区。截至2021年1月1日，巴涅尔德吕雄境内共有1所幼儿园、1所小学、1所初级中学和1所普通高中。2021至2022学年度，巴涅尔德吕雄境内共有在校中等教育阶段学生501名。

### 医疗
截至2021年1月1日，巴涅尔德吕雄境内共有全科医生5名、保健师12名、牙医4名、护士15名、耳科医生4名和助产士1名。境内共有药房4家、残疾人帮扶中心1家。
距离巴涅尔德吕雄最近的区域性医疗机构为比利牛斯科曼日中心医院（Centre hospitalier Comminges Pyrénées），其主病区位于圣戈当市区西北部，距离巴涅尔德吕雄市区的正常车程大约49分钟，该院设有床位315个，是当地规模最大的公立综合性医院。

### 住房
2019年，巴涅尔德吕雄境内共有各类住房5,239套，其中22.8%为独立式居民区，76.9%为集中式居民区。常住房屋占巴涅尔德吕雄市镇范围内居民建筑总量的23.6%。
在住房保障政策方面，2021年，巴涅尔德吕雄境内共有281户家庭获得了住房经济补助，受益人数占总人口数量的12.6%，其中274份为房租补助。

### 商业
2021年，巴涅尔德吕雄境内共有各类实体商铺120家，其中餐厅26家、大型超市1家、杂货店3家、面包房8家、肉铺3家、书店3家、银行门店6家、美容美发店11家、汽车维修店2家。市区北部建有Casino、Lidl等购物超市。

### 体育
2021年，巴涅尔德吕雄境内共有1家游泳池、1间体育馆以及1处足球或橄榄球场。
截至2023年8月，巴涅尔德吕雄境内暂无任何家注册足球俱乐部。
1891至1927年间，巴涅尔德吕雄共举办过六次图卢兹-吕雄-图卢兹自行车赛。

### 环境
巴涅尔德吕雄的环境事务由其所属的上加龙比利牛斯市镇公共社区联合各级政府协调负责。2021年，巴涅尔德吕雄境内暂无污染企业。

### 治安
2021年，巴涅尔德吕雄市镇范围内共有1处宪兵队。
巴涅尔德吕雄及其附近的共231个市镇是圣戈当国家宪兵队的管辖范围。2020年，该宪兵队累计记录各类案件1,844起，其中盗窃类案件932起，经济类案件309起，毒品交易类案件43起。

## 文化
2021年，巴涅尔德吕雄境内共有1家电影院和1家博物馆。巴涅尔德吕雄境内建有市政图书馆，每周一、三、五向公众开放。

### 建筑
巴涅尔德吕雄境内有多处历史建筑，其中圣母升天教堂、巴尔屈尼亚圣艾蒂安小教堂、尚贝尔浴场等为法国国家文物保护单位。

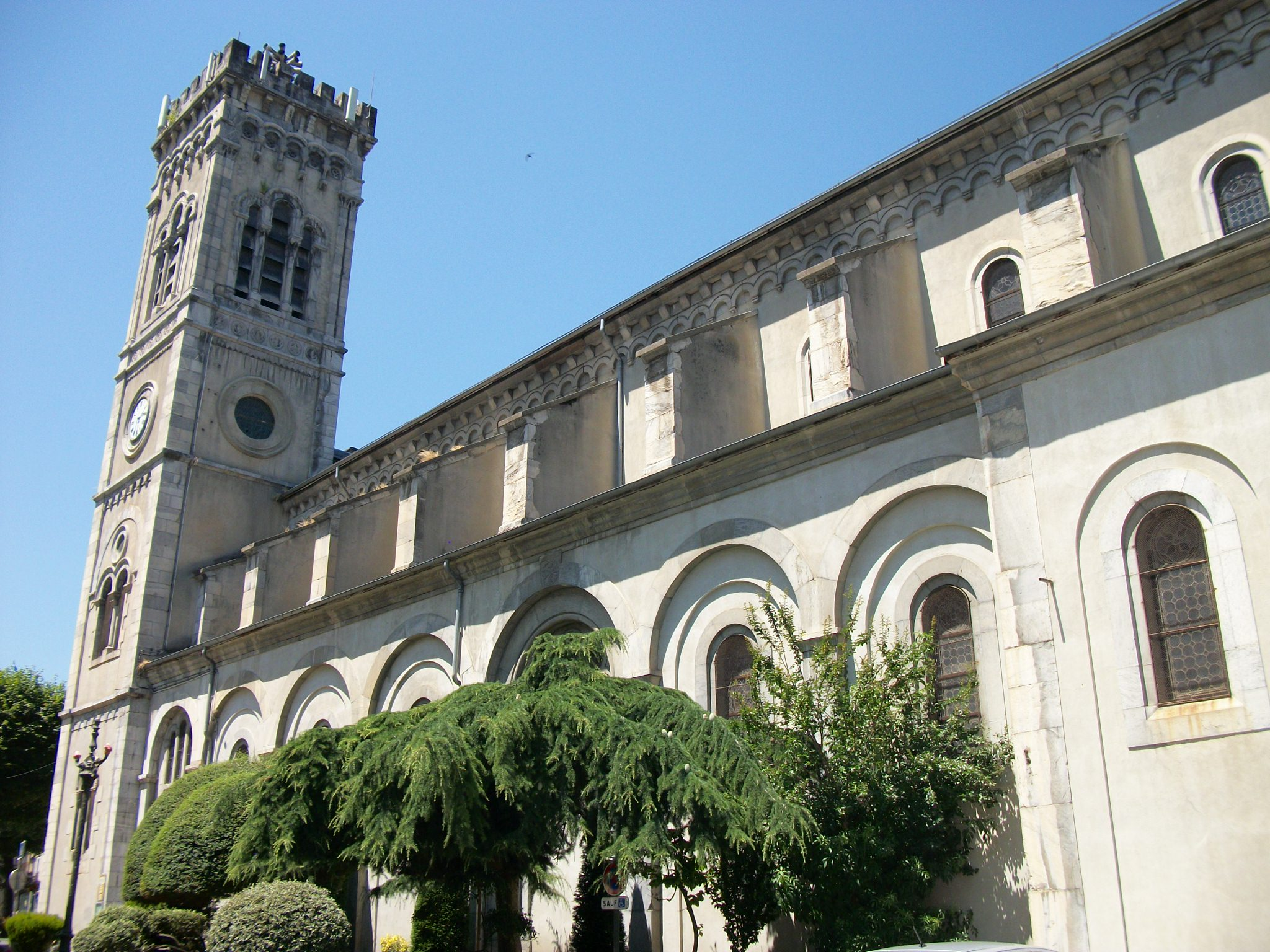
圣母升天教堂（法语：Église Notre-Dame-de-l'Assomption de Bagnères-de-Luchon）
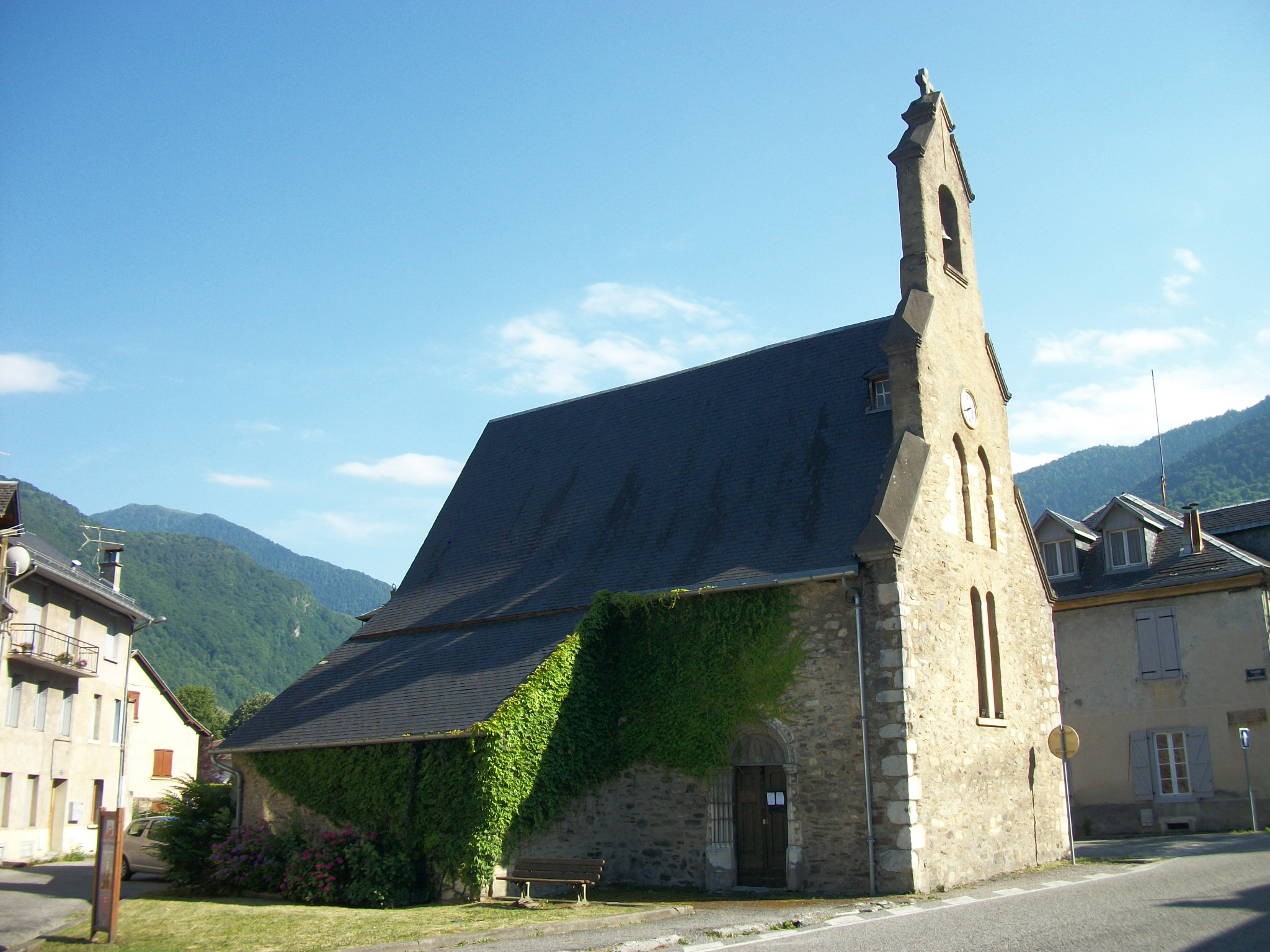
圣艾蒂安小教堂（法语：Chapelle Saint-Étienne de Barcugnas）
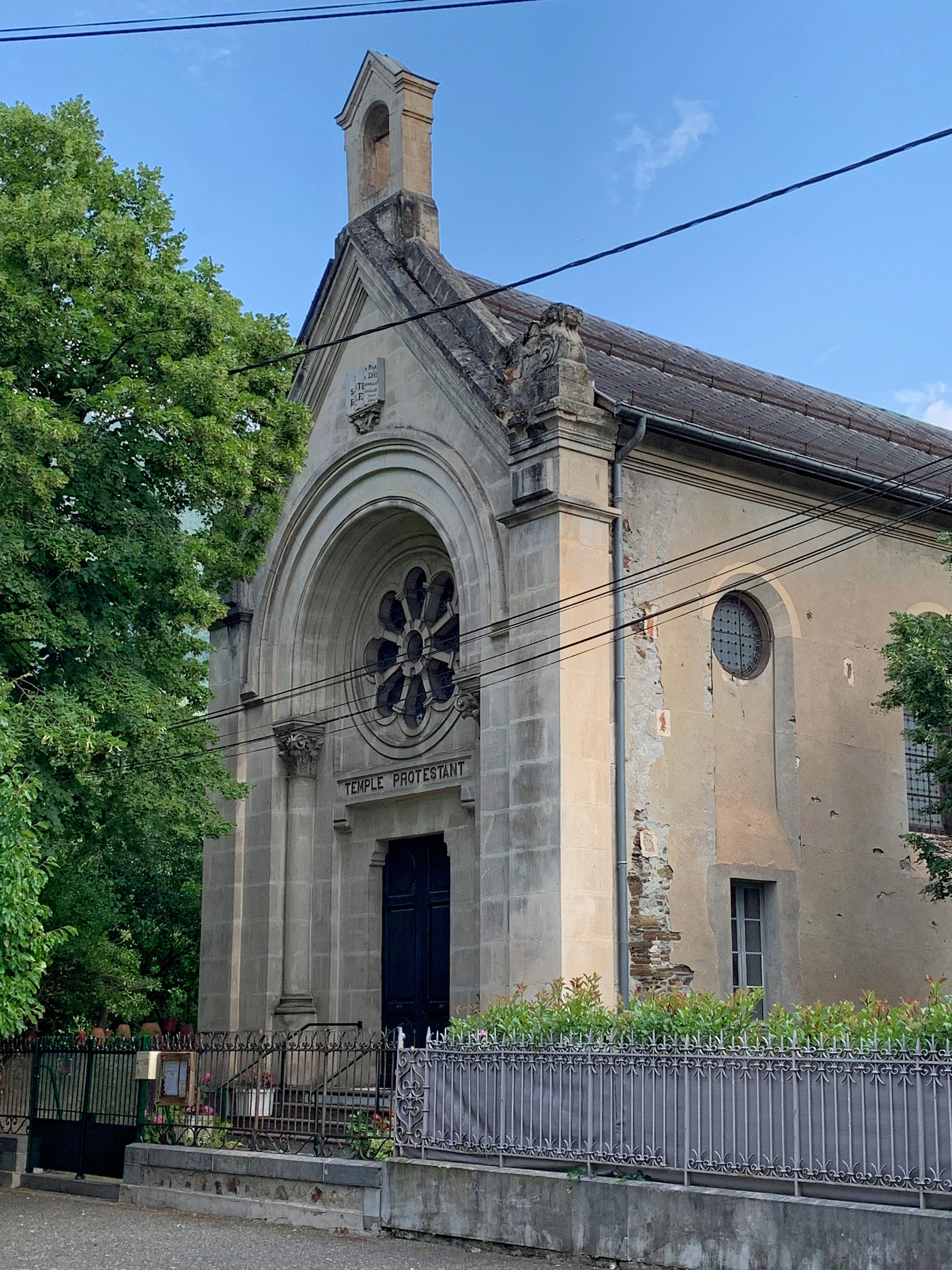
新教教堂
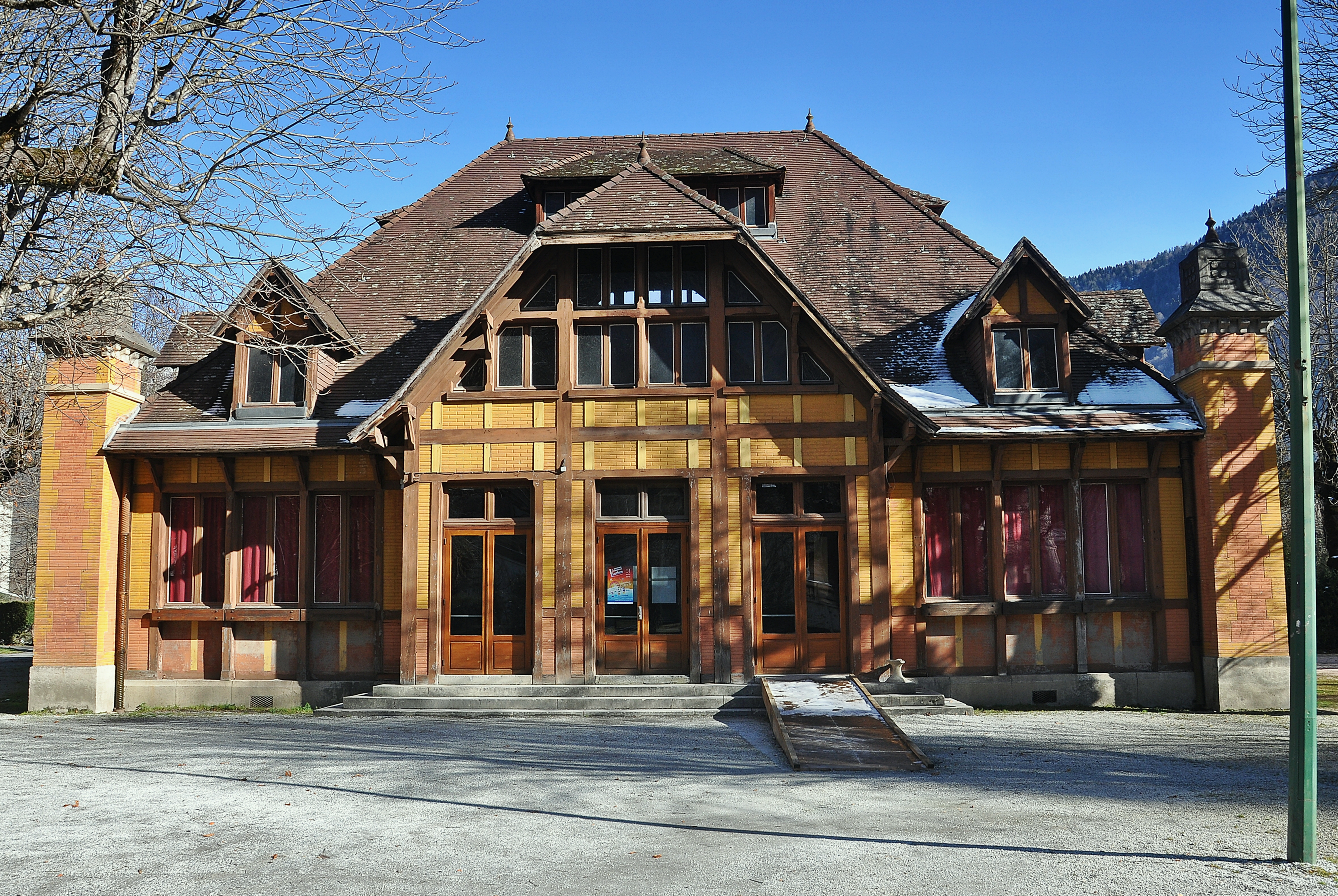
一处赌场
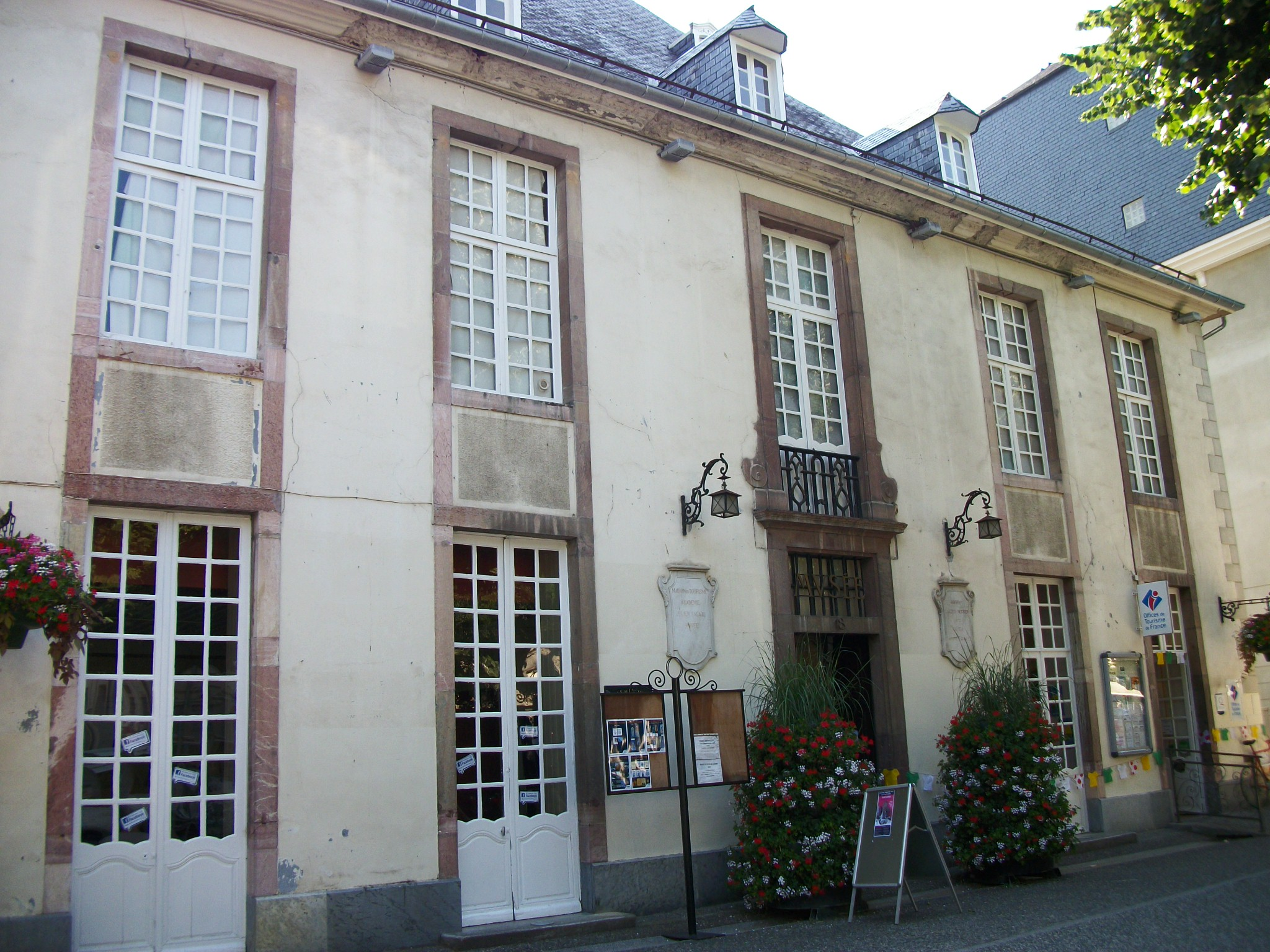
吕雄地区博物馆（法语：Musée du Pays de Luchon）
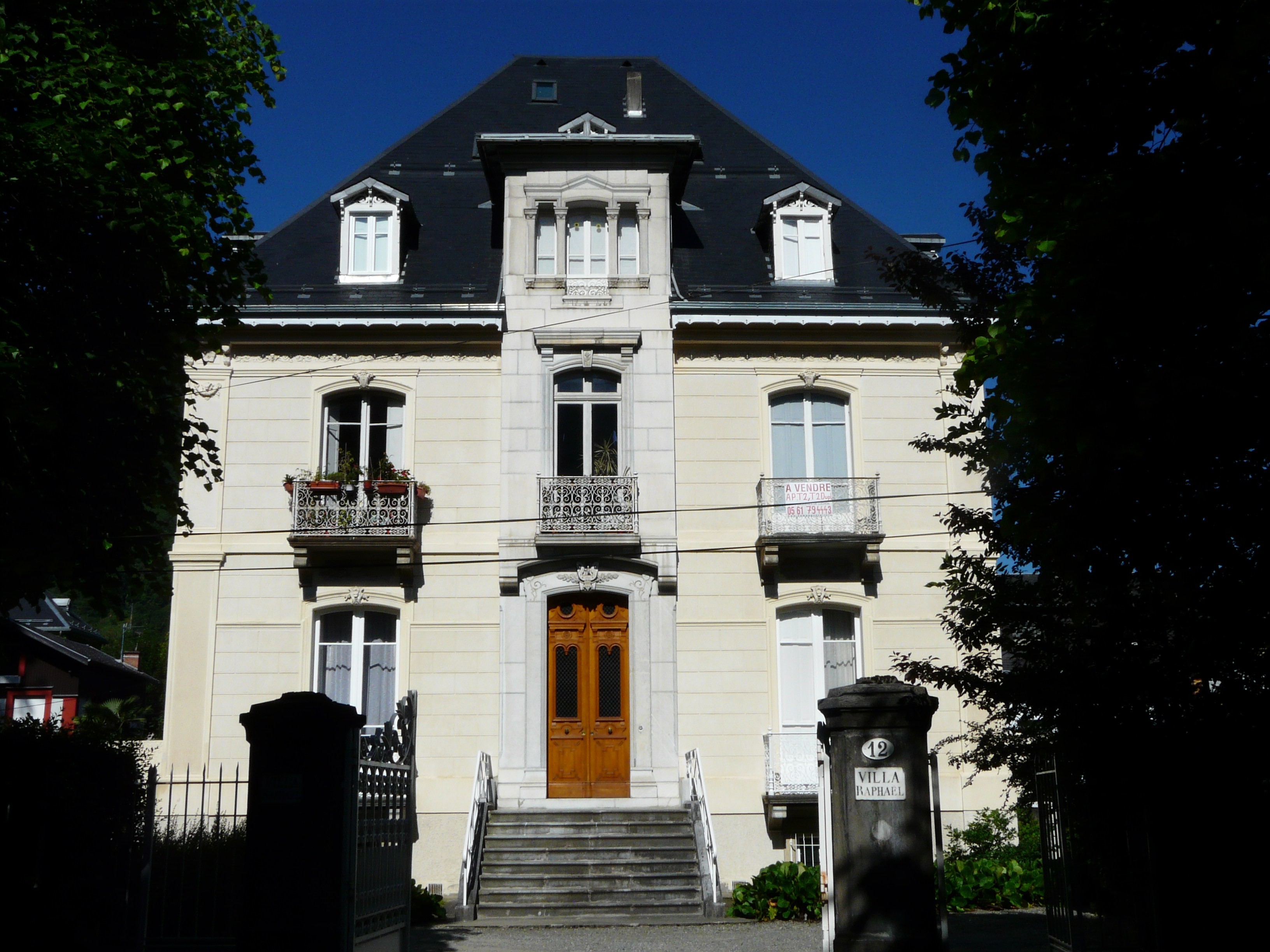
拉斐尔小楼
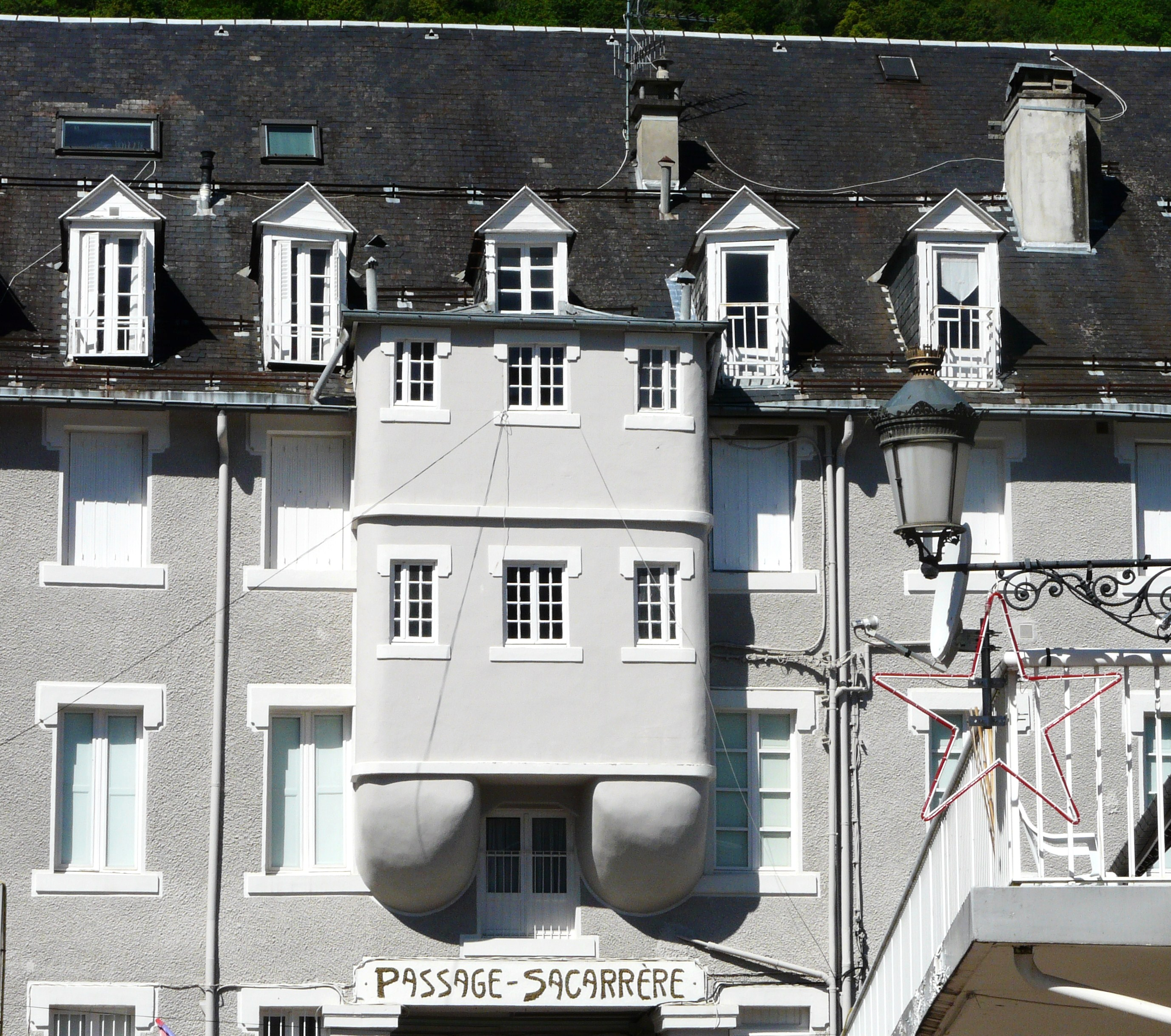
传统民居

### 旅游
巴涅尔德吕雄的旅游事务由其所属的上加龙比利牛斯市镇公共社区负责。2022年，巴涅尔德吕雄境内共有18家酒店共计453间房间；另有3个露营地，可容纳共191辆露营车。

### 媒体
法国主要的媒体均可在巴涅尔德吕雄接收，法国电视三台下属的奥克西塔尼大区频道在部分时段播出巴涅尔德吕雄所在上加龙省的地方新闻。

## 相关人物
法国政治家朱尔·布雷维耶出生于巴涅尔德吕雄。

## 友好城市
截至2023年8月，巴涅尔德吕雄共与两座城市建立了友好城市关系：
- 英格兰 哈罗盖特
- 西班牙 锡切斯